# Cilibiu, Iași
Cilibiu este un sat în comuna Golăiești din județul Iași, Moldova, România.

## Monument istoric
- Biserica „Sf. Nicolae” (secolul XVIII), Monument Istoric de importanță locală , adică Clasa B, înscris în registrul Monumentelor istorice cu nr IS-II-m-B-04121
- Biserica Sfântul Nicolae din Cilibiu a fost rezidită între anii 1800 - 1850 de catre Familia Domnitoare Sturza pe locul unei mai vechi biserici cu Hramul ”Sfinții Arhangheli Mihail și Gavriil”.

Pe ușa bisericii s-a găsit o inscripție care spune că biserica a fost construita în anul 1818.
În fața altarului se află Cavoul familiei Sturza distrus, în mare parte, în urma celor două războaie mondiale.
În cel de-al doilea război mondial soldații ruși au folosit acest cavou pe post de cazemată.
După instaurarea regimului comunist Familia Sturza a fost alungată, iar biserica a fost distrusă în mare parte. Osemintele Familiei Sturza au fost mutate în alt loc, cavoul fiind părăsit acum.
În decursul anilor Biserica a fost refăcută cu sprijinul vrednicilor credincioși și a fost resfințită cu Hramul” Sfânta Treime: Tatăl , Fiul și Sfântul Duh”.
Nu se păstrează o pisanie (o scurtă istorie sulptată în piatră), însă zidirea este pusă pe seama Marelui Logofăt Iordache Ruset. El este și ctitorul Bisericii de la Horecea de lângă Crenauți, pe care a construit-o în anul 1774.
Biserica Cilibiu are un plan triconic, compartimentat la interior în altar, naos și pronaos. Ulteror a fost adăugat, la intrare , un pridvor. Edificiul are următoarele dimensiuni: 16,50 m lungime interioară, 18, 70 m lungime exterioară; 7,80 m lățime ( în dreptul absidelor 10,15 m)  și 11.65 m înălțimea până la coama acoperișului. Biserica nu are turlă având doar un acoperiș cu învelitoare de tablă.
Actualmente Biserica din Cilibiu se află într-o stare de degradare accentuată. În urma releveului și a expertizei s-au constatat infiltrații în pereți, fisuri în bolta centrală, fisuri în arcele ferestrelor, pridvor desprins de navă, soclu puternic fisurat, tencuieli degradate și zidărie măcinată.  

Biserica nu este pictată în interior, iar cavoul familiei Sturza se află în risc de colaps.